# Фридрих I фон Шьонбург
Фридрих I фон Шьонбург (на немски: Friedrich I von Schönburg; † 24 юни 1291) е господар на Шьонбург.

## Произход
Той е син на Херман III фон Шьонбург († сл. 1238) и съпругата му Гертруд фон Каменц († сл. 1218), леля на Бернхард фон Каменц, епископ на Майсен (1293 – 1296), дъщеря на Бернхард I фон Каменц († пр. 1220), господар на Веста. Брат е на Берта фон Шьонбург († сл. 1258), омъжена за Ото фон Герхардсдорф († сл. 1247), и на Агата фон Шьонбург († сл. 1247), омъжена за Гюнтер фон Кримитцшау († сл. 1247)

## Фамилия
Фридрих I фон Шьонбург се жени за фон Колдитц. Те имат шест деца:
- Агата фон Шьонбург († пр. 1282), омъжена за Бохуслав II фон Ризенбург († пр. 1282)
- Херман IV фон Шьонбург († 1301/20), женен за София фон Лобдебург
- Фридрих II фон Шьонбург „Стари“ († пр. 1299/1300), женен пр. 1282 г. за Евфемия фон Обарау († 1297)
- Дитрих I фон Шьонбург († пр. 1297)
- Фридрих III фон Шьонбург († пр. 21 януари 1310), женен на 18 юни 1295 г. за Мехтилд фон Гера († сл. 1309)
- Хайнрих I фон Шьонбург († пр. 1309)